# Гарагашян, Ара Арменакович
Ара Арменакович Гарагашян (Гарагашьян) (5 (18) июня 1902, Эрзурум — 12 марта 1969, Ивано-Франковск) — советский учёный-медик, доктор медицинских наук (1959), профессор (1961), майор.
Организатор и участник борьбы с эндемией зоба на Прикарпатье.

## Биография
Выпускник Харьковского медицинского института (1927). Работал врачом.
Участник Великой Отечественной войны. Начальник военно-полевого госпиталя.
С 1951 года заведовал кафедрой социальной гигиены и организации охраны здоровья, одновременно с 1961 года — проректор по научной работе Станиславского, позже Ивано-Франковского медицинского института.
В 1969 году умер от облучения радиоактивным иодом.

## Научная деятельность
Изучал социально-гигиенические проблемы здоровья населения. Внедрил в практику охраны здоровья радиоактивные изотопы для диагностики и лечения эндемического зоба.

## Избранные публикации
- Установление клинических форм заболеваний щитовидной железы методом индикации радиоактивным йодом // Проблемы эндокринологии и гормонотерапии. 1955. № 4;
- Применение радиоактивных изотопов для определения функционального состояния щитовидной железы // ВД. 1955. № 8;
- Сдвиги в уровне поражённости зобной эндемии в Прикарпатье // Зобная болезнь. Т. 2. Киев, 1959.